# Ocrepeira klossi
Ocrepeira klossi là một loài nhện trong họ Araneidae.
Loài này thuộc chi Ocrepeira. Ocrepeira klossi được Herbert Walter Levi miêu tả năm 1993.